# Liaison Ouest (Helsinki)
La liaison Ouest (en finnois : Länsilinkki) est une place, une zone de circulation et un pont situés dans les quartiers de Kamppi et Länsisatama à Helsinki en Finlande.

## Présentation
Dans le réseau routier, il s'agit d'une rue collectrice régionale.
La liaison ouest est située entre Hietalahdenranta et Mechelininkatu à l'endroit où l'ancienne voie ferrée du port d'Helsinki traversait Mechelininkatu jusqu'en 2009.
Les travaux de construction du pont et du passage souterrain ont commencé en 2009, et la circulation des véhicules sur le pont a commencé à l'été 2010.
Il existe un passage souterrain destiné aux piétons sous le pont de Länsilinki reliant Hietalahdenranta et Mechelininkatu.
Le pont est une œuvre d'art environnementale conçue par le sculpteur Martti Aiha.
Länsilinki est également une plaque tournante pour le trafic piétonnier et cyclable : elle se connecte à la piste de circulation douce Baana voisine et constitue une connexion rapide de Jätkäsaari au centre-ville d'Helsinki et à Töölö.
De grands flux de trafic routier transitent par Länsilinki, comme les camions allant du port Ouest d'Helsinki à la Länsiväylä.
Dans les années 2010, une rampe pour réduire la congestion était prévue pour la rue, mais le projet a été abandonné.
Le tunnel de Jätkäsaari (fi) s'étendant jusqu'à la Länsiväylä a depuis été projeté pour le trafic intense du port Ouest d'Helsinki.

## Galerie

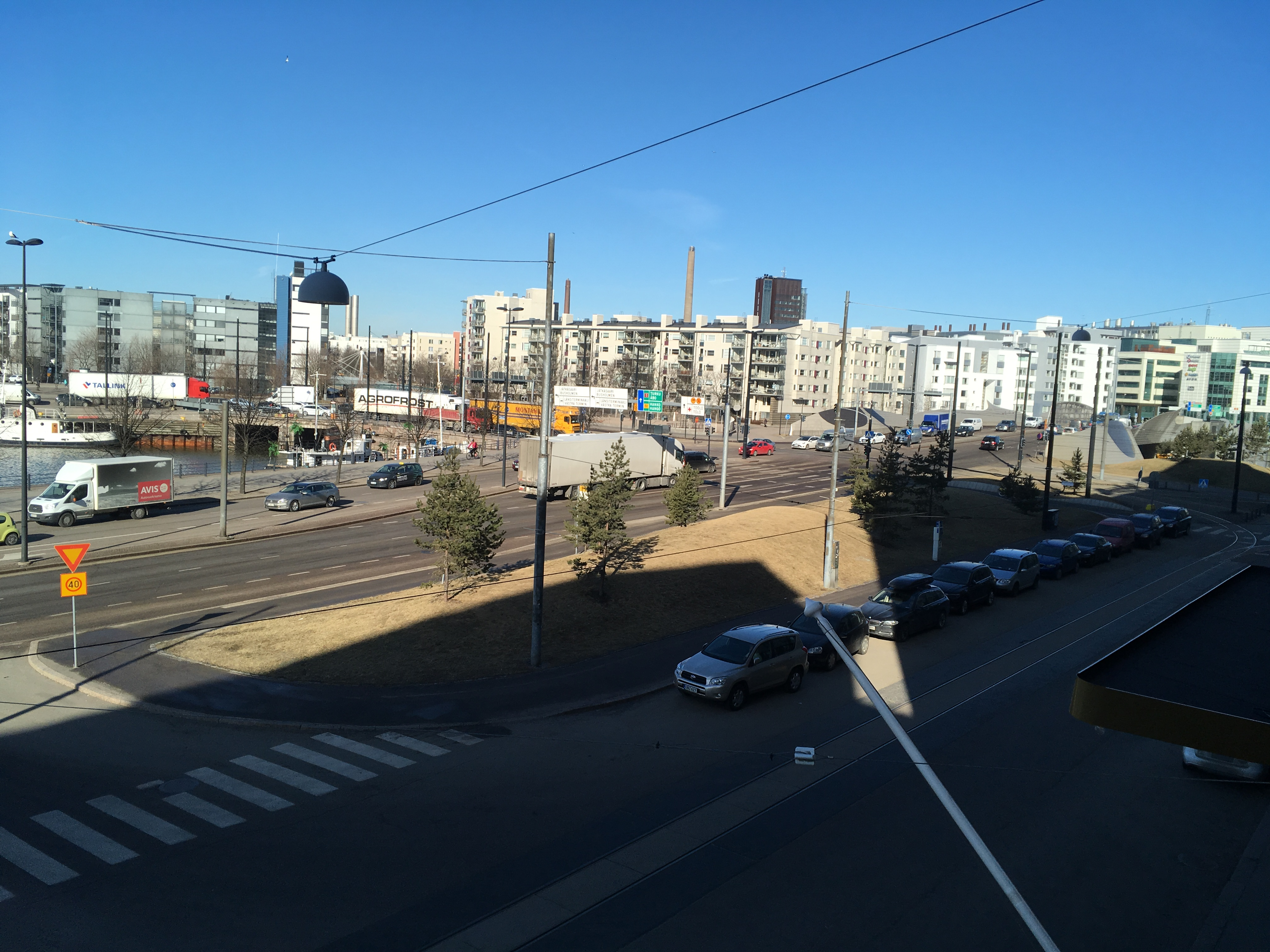
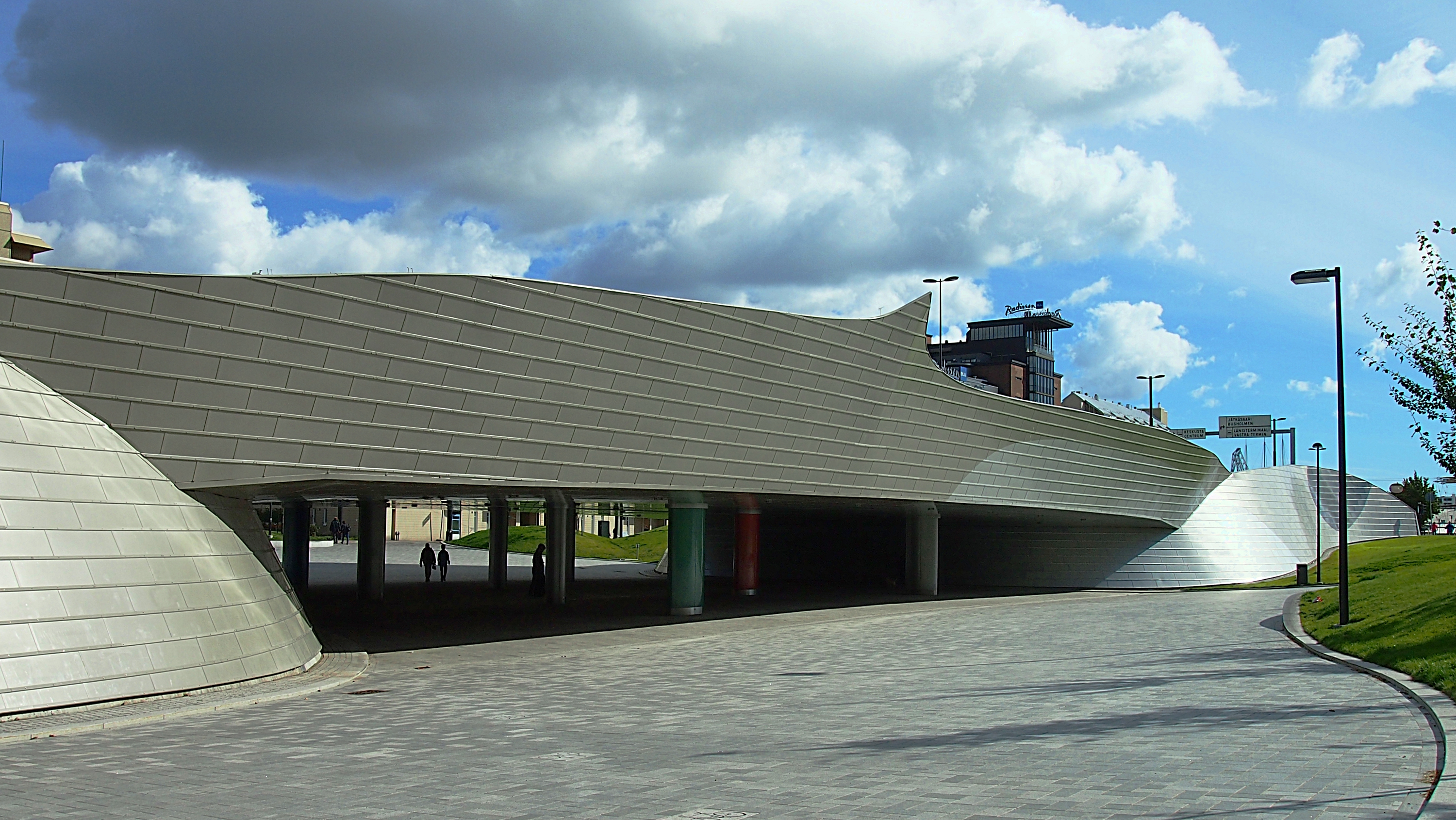
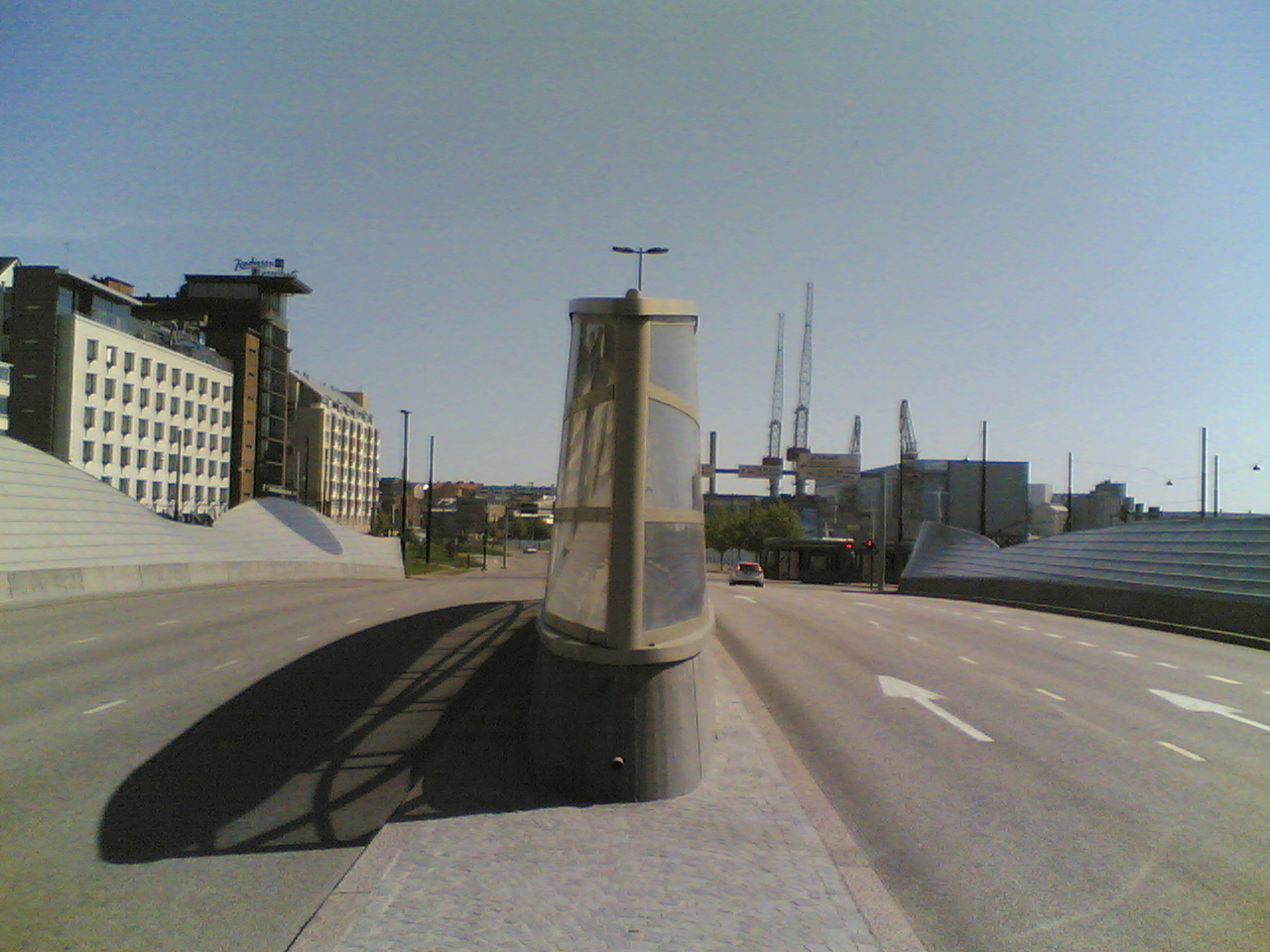
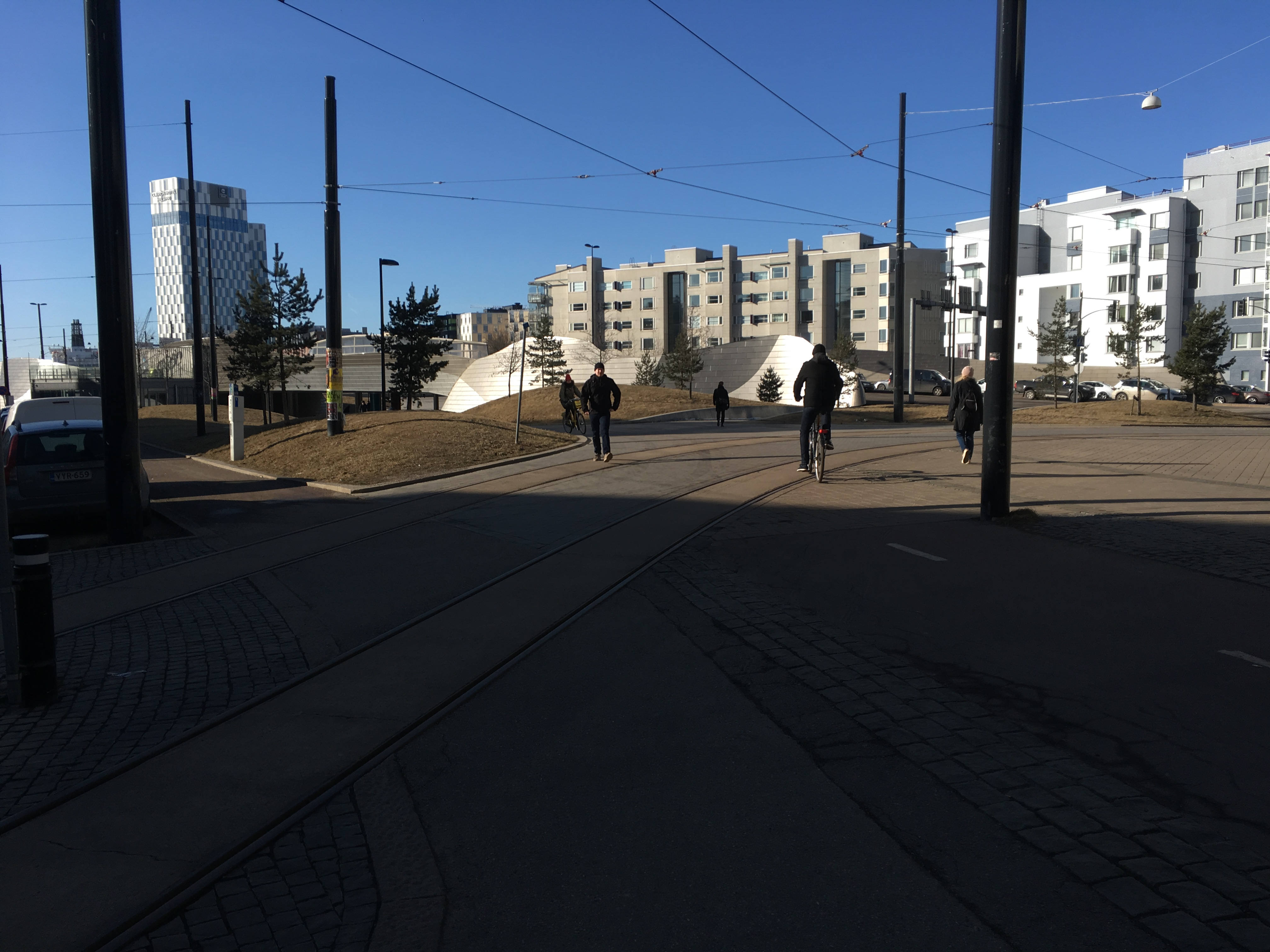